# Gewone rozenzandbij
De gewone rozenzandbij (Andrena fucata) is een bij uit het geslacht van de zandbijen (Andrena).
De gewone rozenzandbij wordt 8 tot 12 millimeter lang, waarbij het vrouwtje iets groter is dan het mannetje. De bij lijkt veel op de lichte wilgenzandbij. De soort vliegt van halverwege april tot halverwege augustus, met de hoofdvliegtijd van de mannetjes eind mei en de vrouwtjes een maand later. De soort gebruikt verschillende bloemen voor voedsel, met name rozen, maar ook schermbloemigen en kruisbloemigen. De wijfjes leven solitair en maken ondergrondse nesten. 
De gewone rozenzandbij komt voor in een groot deel van het Palearctisch gebied. In Nederland is hij vrij algemeen, vooral in het oosten van het land. In 1994 werd voor het eerst ook een waarneming in de duinen gedaan. In België is de soort niet gemeld. De habitat bestaat uit boomrijke omgevingen als bossen en parken, maar ook boomrijk stedelijk gebied.
De sierlijke wespbij is broedparasiet van de gewone rozenzandbij.